# Ton Derksen
Anthony Abraham (Ton) Derksen (Meppel, 1943) is een Nederlandse wetenschapsfilosoof en auteur.

## Opleiding
Derksen studeerde filosofie, sociologie en geschiedenis in Groningen, Groot-Brittannië en in de VS. Hij was als hoogleraar wetenschapsfilosofie (later: cognitiefilosofie) verbonden aan de Radboud Universiteit Nijmegen en aan de Universiteit van Tilburg.

## Werk
Hij schrijft sinds 2006 boeken over mogelijke justitiële dwalingen als gevolg van manco's en fouten in de werkwijze en de bewijsvoering van het Openbaar Ministerie in Nederland. Hij maakte naam door zijn activiteiten om tot herziening te komen van de zaak-Lucia de Berk. Zijn boek Lucia de Berk: reconstructie van een gerechtelijke dwaling zorgde voor een omslag in het denken over de zaak-Lucia de B. en uiteindelijk tot haar vrijlating. Hij gaf colleges over bewustzijn, seminars over evolutionaire kenleer en cursussen aan het Openbaar Ministerie en de Politieacademie.
In het boek De ware toedracht onderzoekt hij de Puttense moordzaak, de Deventer moordzaak, de moordzaken Dorothea van Wijlick, Ina Post, Kevin Sweeney en het 'Drontense Bos'. In alle zaken zijn volgens Derksen de verkeerde personen veroordeeld. In zijn boeken Verknipt bewijs, De Baybasin-taps en Rammelende argumenten voor de Hoge Raad schrijft hij over Baybaşin die volgens hem ten onrechte veroordeeld is.

## Publicaties (selectie)
- Rationaliteit en wetenschap (1980), 358 p., Van Gorcum - Assen, ISBN 90-232-1726-8
- Wetenschap of willekeur: wat is wetenschap (1992), 217 p., Coutinho - Muiderberg, ISBN 90-6283-899-5
- Lucia de Berk: reconstructie van een gerechtelijke dwaling (2006), 311 p., Veen Magazines - Diemen, ISBN 978-90-8571-048-6 (over de zaak-Lucia de Berk)
- Het OM in de fout. 94 structurele missers (2008), Veen Magazines - Diemen, ISBN 9789085711704
- De ware toedracht: een praktische wetenschapsfilosofie voor waarheidszoekers (2010), Veen Magazines ISBN 9789085713890
- Leugens over Louwes: Deventer moordzaak (2011), De Vrije Uitgevers ISBN 9789491224119
- Verknipt bewijs (2014), ISVW Uitgevers ISBN 9789491693281
- De Baybasin-taps (2016), ISVW Uitgevers ISBN 9789491693762
- Onschuldig Vast (2016), ISVW Uitgevers ISBN 9789491693236
- Putten 2 - De onterechte veroordeling van Ronald P. (2017), ISVW Uitgevers ISBN 9789492538154
- Rammelende argumenten voor de Hoge Raad (2017), ISVW Uitgevers ISBN 9789492538307
- Het falen van de Hoge Raad (2021), uitgeverij Noordboek, Gorredijk ISBN 9789056157722
- De butlermoord (2022), uitgeverij Noordboek, Gorredijk ISBN 9789056159009
- De Deventer karaktermoord (2023), uitgeverij Noordboek, Gorredijk ISBN 9789464710458